# Dịch vụ mạng

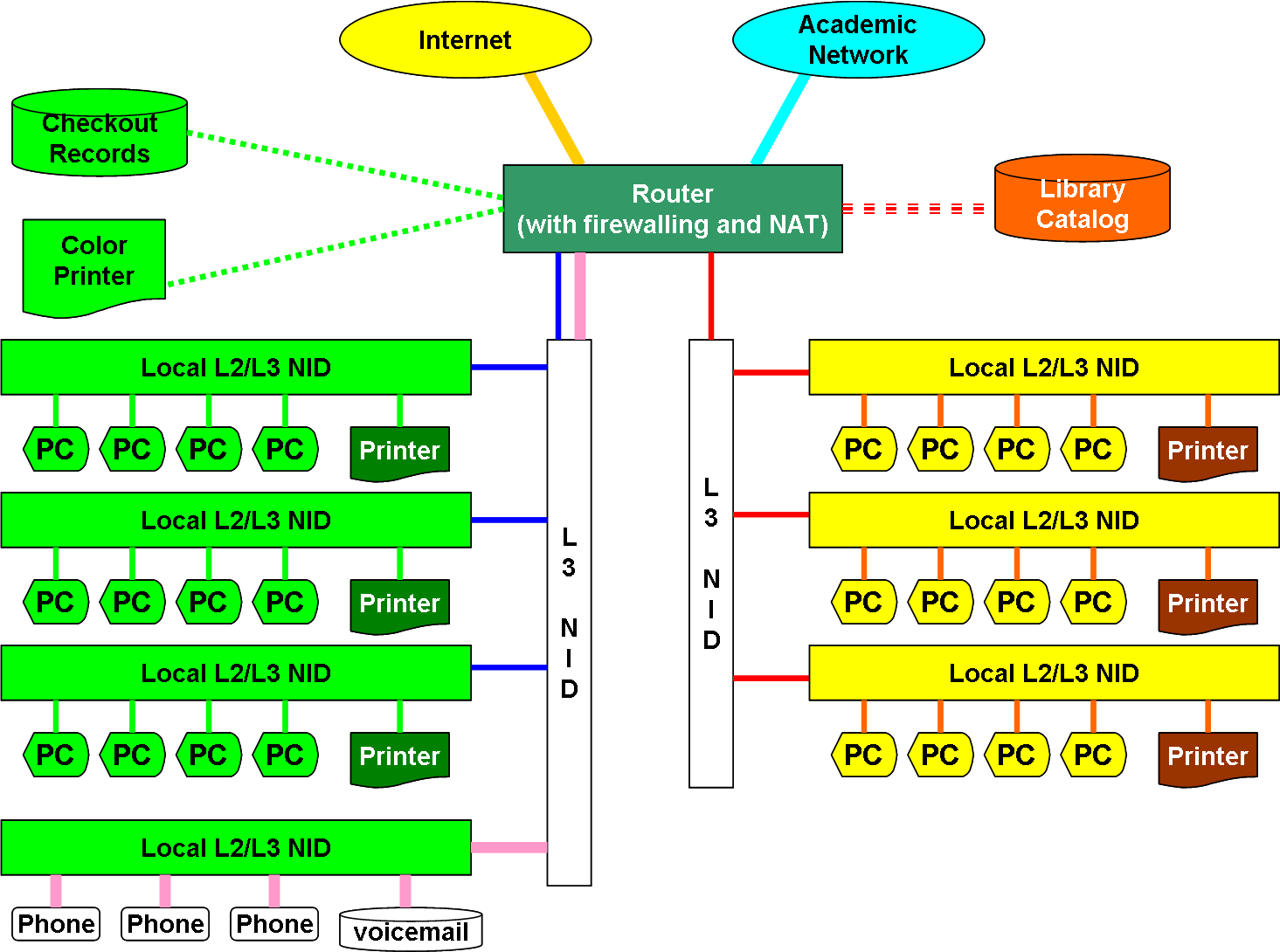
Dịch vụ mạng

Trong mạng máy tính, một dịch vụ mạng là một ứng dụng chạy ở tầng ứng dụng trở lên, cung cấp lưu trữ dữ liệu, thao tác, trình bày, giao tiếp hoặc các khả năng khác. Tất cả thường được thực hiện bằng cách sử dụng kiến trúc Chủ-Khách (client-server) hay peer-to-peer dựa trên một giao thức truyền thông trong tầng ứng dụng của mô hình OSI.
Mỗi dịch vụ thường được cung cấp bởi một thành phần máy chủ chạy trên một hoặc nhiều máy tính (thường được một máy chủ chuyên dụng cung cấp nhiều dịch vụ) và được truy cập thông qua một mạng máy tính bởi các thành phần client chạy trên các thiết bị khác. Tuy nhiên, các thành phần client và server có thể cùng chạy trên cùng một máy. Các dịch vụ mạng có điểm chung là các nguồn lực hiện có được chia sẻ. Trong nhiều hệ thống, cái gọi là dịch vụ được các nhà cung cấp dịch vụ cung cấp, có thể sử dụng các máy khác qua một giao diện người dùng để truy cập. Những người yêu cầu những dịch vụ khác nhau và sử dụng chúng, được gọi là khách hàng dịch vụ.

## Các dịch vụ mạng chính
- DHCP cung cấp cho các máy trong mạng địa chỉ IP và thông tin mạng máy tính liên quan khác như subnet mark và gateway mặc định.
- DNS dịch tên miền sang địa chỉ IP.
- Những dịch vụ khác thường có trong một mạng LAN là dịch vụ lưu trữ tập tin, dịch vụ in, dịch vụ thư điện tử....